# Arctosa tappaensis
Arctosa tappaensis là một loài nhện trong họ Lycosidae.
Loài này thuộc chi Arctosa. Arctosa tappaensis được Pawan U. Gajbe miêu tả năm 2004.